# Menemerus wuchangensis
Menemerus wuchangensis är en spindelart som beskrevs av Schenkel 1963. Menemerus wuchangensis ingår i släktet Menemerus och familjen hoppspindlar. Inga underarter finns listade i Catalogue of Life.